# Actenoptera shatalkini
Actenoptera shatalkini är en tvåvingeart som beskrevs av Ozerov 2000. Actenoptera shatalkini ingår i släktet Actenoptera och familjen ostflugor. Inga underarter finns listade i Catalogue of Life.